# Stina Piper
Christina "Stina" Charlotta Piper, född 27 januari 1734 på Riddarholmen, död 1800, var en svensk godsförvaltare och grevinna.

## Biografi
Stina Piper var dotter till Carl Fredrik Piper och Ulrika Christina Mörner af Morlanda.  Stina hade en äldre syster och tre yngre bröder. Familjen Piper tillhörde högadeln som var en liten privilegierad grupp och bestod av en halv procent av Sveriges befolkning. Den piperska familjen ägde flera gods och gårdar, men Stina betraktade framförallt stadspalatset vid Munkbron i Gamla stan och det västmanländska godset Ängsö som sina hem. Som ung tog Stina intryck av sin farmor Christina Törnflycht, mormor Christina Anna Bielke och mormorsmor Eva Horn af Björneborg. Dessa tre kvinnor var starka och självständiga dels för att de var änkor, dels i kraft av sina ägodelar och den makt som börd och rikedom gav. 
Högadliga flickor uppfostrades till att kunna styra ett hushåll och lära sig att uppföra i de fina salongerna, inte för att delta i det offentliga livet. Kristendomskunskaper,  baskunskaper i läsning och skrivning samt franska var ämnen som också Stina och hennes syster fick lära sig. Att få undervisning i religiösa frågor kunde påverka deras engagemang senare i livet: att skänka gåvor till kyrkan, anställa huspräst eller tillsätta präst i närliggande församlingar. 
Stina Piper gifte sig med Erik Brahe 1754.  Vigseln ägde rum i slottskapellet på Krageholm. Ätten Brahe tillhörde Sveriges absoluta toppskikt och innehade nummer ett på Riddarhuset. Som den enda kvarvarande greve Brahe hade Erik ärvt stora jordegendomar. Två år senare, 1756 avrättades han för sitt deltagande i ett försök till statskupp. Stina Piper, som var gravid när maken dömdes, gjorde förgäves flera försök att få domen mildrad. Med Erik Brahe fick hon barnen Ulrika Juliana (1755–1756) och Magnus Fredrik Brahe (1756–1826). Stina Piper var 22 år gammal när hon blev änka. Hon förvaltade sin sons och styvsons arv efter maken. Flera slott och stora egendomar låg i deras händer, däribland Skokloster, Rydboholm och Salsta i Uppland samt Skarhult och Pugerup i Skåne.
Hon hade under sin tid som änka en relation med sin kusin, Carl Ribbing, och fick under åren 1762–69 tre barn med denne, som uppfostrades i fosterhem.
År 1773 gifte hon om sig med Ulrik Scheffer – en politisk motståndare till Erik Brahe. Som hustru till Ulrik Scheffer var Stina Piper riksrådinna och hade som sådan en framträdande roll i det svenska hovets etikett och ceremoniel under några år, innan paret 1783 drog sig tillbaka till västgötagården Stora Ek. Då maken dog 1799 flyttade hon tillbaka till Stockholm, där hon avled året därpå.